# Chrysochlorina incompleta
Chrysochlorina incompleta är en tvåvingeart som först beskrevs av Charles Howard Curran 1929.  Chrysochlorina incompleta ingår i släktet Chrysochlorina och familjen vapenflugor. Inga underarter finns listade i Catalogue of Life.